# Francisco José de Oliveira Viana
Francisco José de Oliveira Viana (Saquarema, 1883 — Niterói, 1951) était un professeur d’université, juriste, historien, sociologue, homme politique et journaliste brésilien, membre (« immortel ») de l’Académie brésilienne des Lettres.
S’il fut l’un des architectes du droit du travail au Brésil, enseignant cette matière à l’université de Rio de Janeiro et y consacrant plusieurs ouvrages, il assista néanmoins, dans les années 1930, le gouvernement de Getúlio Vargas par ses conseils légistiques, qui tendaient notamment à limiter le pouvoir syndical. Il s’intéressa à la formation du Brésil comme ethnie, et fut un eugéniste notoire. La maison qu’il habitait à Niterói a été aménagée en musée et en centre d’études sociologiques.

## Biographie
Fils de Francisco José de Oliveira Viana et de Balbina Rosa de Azeredo, tous deux issus de familles fluminenses traditionnelles, Oliveira Viana fréquenta le collège Carlos Alberto à Niterói, y passa le cours préparatoire, et s’inscrivit ensuite à la Faculté libre de droit (actuelle Faculté nationale de droit de l’université fédérale de Rio de Janeiro, UFRJ), dont il sortit en 1906 détenteur du titre de bacharel (licencié en droit).
En 1916, il enseigna, en tant que de maître de conférences, la procédure pénale à la Faculté de droit de l’université fédérale Fluminense à Niterói, ville qui était alors la capitale de l’État de Rio de Janeiro. En 1930, à l’issue d’une période où il s’était éloigné du corps enseignant, il y reprit sa place en allant occuper une chaire nouvellement créée du cursus de droit, celle de droit social (dont l’intitulé changera plus tard en droit industriel puis en droit du travail), dont il sera l’un des titulaires les plus marquants. De cette époque datent trois grands ouvrages : Problemas de Direito Corporativo, de 1938, Problemas de Direito Sindical, de 1943, et un recueil d’études éparses regroupées sous l’appellation de Direito do Trabalho e Democracia Social, édité en 1951. Il occupe ensuite plusieurs fonctions publiques tant au niveau de l’État fédéré de Rio de Janeiro que de l’État national, avant d’assumer en 1940 le poste de ministre de la Cour des comptes du Brésil (Tribunal de Contas da União).
Les travaux qu’il voua à la genèse du peuple brésilien ont le mérite de figurer parmi les premiers à aborder le sujet sous un angle sociologique et différencié. Il rédigea ainsi Populações Meridionais do Brasil (1918), qui passe pour un classique de la pensée nationale brésilienne.
Il participa activement à la vie politique et intellectuelle brésilienne de son époque. De 1932 à 1940, il exerça des fonctions de consultant juridique auprès du ministère du Travail et sera l’un des artisans de la Prévoyance sociale de l’Estado Novo ; ainsi fit-il partie en 1933 de la commission spéciale chargée de la révision de la constitution, de même que de la Commission de révision des lois du ministère de la Justice en 1939. Si, comme juriste, son domaine de spécialisation était, comme signalé ci-haut, le droit du travail, discipline alors naissante au Brésil et qu’il contribua à consolider, c’est lui néanmoins qui conçut la législation créant l’impôt syndical, instrument de mise au pas des syndicats.
Il fut l’un des idéologues de l’eugénisme racial au Brésil et se montra opposé à l’arrivée d’immigrants japonais dans son pays. Il est notoirement l’auteur de déclarations telles que « les 200 millions de Hindous ne valent pas la petite poignée d’Anglais qui les dominent » et « le Japonais est comme le soufre : insoluble », ou encore, faisant allusion à Getúlio Vargas, « le parti, c’est le président ».
Parmi ses principaux livres figurent, outre ceux déjà cités :
- O idealismo na constituição (1920, litt. l’Idéalisme dans la constitution), ouvrage à tendance réformiste, rejetant le suffrage universel et le principe fédératif ; Populações meridionais do Brasil (1922, litt. Populations méridionales du Brésil), fruit de longues années d’étude et de recherches sur le sujet de la formation ethnique du Brésil ;
- Raça e assimilação (1932, litt. Race et Assimilation), traité anthropologique qui eut un grand retentissement et provoqua nombre de polémiques longues et érudites, en premier lieu parce qu’il y prônait le métissage de la « race noire », métissage que l’auteur jugeait indispensable à l’intégration de l’Homme noir dans la société universelle :

« Que les études du passé et les investigations des archéologues attestent l’existence de grands centres de culture dans les régions d’Afrique centrale, c’est une chose que je ne mets pas en doute ; mais que ces civilisations soient des créations de la race noire, voilà qui me paraît contestable. Je ne sais si le noir est réellement inférieur, ou s’il est égal, voire supérieur aux autres races ; mais, si l’on en juge par ce que démontrent les témoignages du présent et du passé, la conclusion à tirer est que, jusqu’à aujourd’hui, la civilisation a été l’apanage d’autres races que la race noire ; et que, pour que les noirs puissent exercer un quelconque rôle civilisateur, il est nécessaire qu’ils se mélangent aux autres races, en particulier avec les races aryenne ou sémite — c’est-à-dire : qu’ils perdent leur pureté. »

- Instituições políticas brasileiras (1955), publié posthumément[4].

En tant que journaliste, il collabora à différents journaux, notamment O Diário Fluminense, O País, Jornal do Commércio et Correio da Manhã.
Le 27 mai 1937, il fut élu membre de l’Académie brésilienne des Lettres, au fauteuil no 8, lequel a pour parrain Cláudio Manuel da Costa et dont il sera le deuxième occupant ; il fut reçu le 20 juillet 1940 par l’académicien Afonso d'Escragnolle Taunay. Il était par ailleurs membre de l’Institut historique et géographique brésilien, et d’autres institutions équivalentes au niveau des États fédérés ; de l’Institut international d’anthropologie ; de l’Académie d’histoire du Portugal ; de l’Académie dominicaine d’histoire ; de la Société des américanistes de Paris ; et enfin, de la Société d’anthropologie et d’ethnologie de Porto.

## La maison Oliveira Vianna
La villa dans laquelle Oliveira Viana vécut à Niterói, dans le quartier du Fonseca, avenue Alameda São Boaventura, a été aménagée en centre de culture et en institut de préservation et de diffusion de l’œuvre et de la pensée de Viana. La Casa de Oliveira Vianna renferme la bibliothèque de l’auteur, riche de quelque 15 mille volumes traitant de sociologie, d’histoire, de politique et d’économie, ainsi que deux collections archivales spécialisées. La résidence se veut un lieu de recherche autour de thèmes liés aux sciences sociales, et où se tiennent également des cours, des séminaires, des expositions, de même que des activités éducatives et culturelles à l’intention de l’enseignement tant primaire que moyen et supérieur.
En 1955, c’est-à-dire l’année même de la mort d’Oliveira Viana, un projet de loi portant expropriation de la villa avec ses dépendances en vue de leur aménagement en musée et centre d’études fut mis aux débats puis adopté à l’Assemblée législative. En 1979, le site fut réhabilité et ouvert au public. Il s’agit d’un musée estadual, c’est-à-dire ressortissant à l’État fédéré de Rio de Janeiro, et placé depuis 1980 sous la tutelle de la Fundação de Artes do Estado do Rio de Janeiro (FUNARJ), organe du secrétariat d’État de la Culture de Rio de Janeiro.
L’immeuble remonte à l'année 1911 et présente les caractéristiques des demeures urbaines édifiées à cette époque. Sis au centre d’une parcelle, il est entouré d’un vaste et beau jardin ; celui-ci, ouvert lui aussi aux visiteurs et d’ailleurs assez fréquenté par les habitants du quartier, comprend plusieurs parterres, des arbres fruitiers, une fontaine bordée de bancs, et, à l’arrière, une tonnelle pouvant accueillir des activités éducatives ou culturelles. Le mobilier d’époque, l’argenterie, les lustres et les tableaux concourent à l’intérêt du site. Sur la véranda latérale s’ouvrent des portes qui donnent accès à la bibliothèque, à la salle à manger et au salon.

## Ouvrages publiés
- Populações Meridionais do Brasil (1920)
- Pequenos Estudos de Psicologia Social (1921)
- O Idealismo na Evolução Política do Império e da República (1922)
- Evolução do Povo Brasileiro (1923)
- O Ocaso do Império (1925)
- O Idealismo na Constituição (1927)
- Problemas de Política Objetiva (1930)
- Raça e Assimilação (1932, intégralement consultable en ligne)
- Formation ethnique du Brésil colonial (1932)
- Problemas do Direito Corporativo (1938)
- As Novas Diretrizes da Política Social (1939)
- Os Grandes Problemas Sociais (1942)
- Instituições Políticas Brasileiras, 2 vol. (1955)
- Direito do Trabalho e Democracia Social (1951)
- Introdução à História Social da Economia Pré-Capitalista no Brasil (1958)